# ماویکو (آلاباما)
ماویکو (به انگلیسی: Movico) شهرکی در شهرستان موبایل ایالت آلاباما است که مساحت آن ۲٫۰۳ کیلومترمربع است و در سرشماری سال ۲۰۱۰ میلادی، ۳۰۵ نفر جمعیت داشته و تراکم جمعیتی آن، ۱۵۰٫۲۵ در کیلومترمربع بوده است.